# Kaiserkopfausgabe 1858

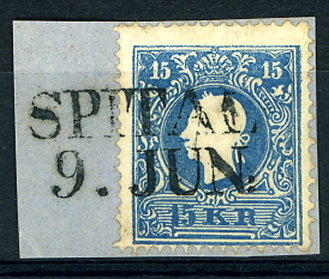
Wert zu 15 Kreuzer, Type II, 1859

Durch die Währungsänderung am 1. November 1858 mit der Abschaffung der Conventionsmünze (1 Gulden hat 100 Kreuzer statt wie bisher 60 Kreuzer) wurde die bestehende Wappenausgabe vom 1. Juni 1850 ungültig. Es wurden mit der Kaiserkopfausgabe 1858 neue Briefmarken mit einem Bildnis von Kaiser Franz Joseph I. mit Blickrichtung nach links verausgabt. Die Marken der ersten Ausgabe konnten bis zum 31. Dezember 1858 aufgebraucht werden. Die Marken der Kaiserkopfausgabe durften bis zum 31. Mai 1864 verwendet werden.

## Ausgabe für Lombardei und Venetien
Für die ursprünglich zu Österreich gehörigen Gebiete Lombardei (bis 1858) und Venetien (bis 1866) wurden eigene Dauermarkenausgaben gedruckt. Diese Ausgabe war in der Lombardei bis Anfang Juli 1859 frankaturgültig.
Die Briefmarken entsprachen optisch den Ausgaben Österreichs, unterschieden sich aber in der Währungsangabe Soldi bzw. Florin.

## Gestaltung und Ausführung
Die neue Kaiserkopfausgabe wurde ohne Bogenwasserzeichen und mit Prägedruck hergestellt. Im Gegensatz zu der vorherigen Ausgabe, wurden die Briefmarken mit Bogenzähnung K 14,5 gezähnt. Der Wert zu drei Soldi kommt auch mit Linienzähnung vor. Das Papier war identisch mit dem seit 1854 verwendeten Maschinenpapier der Wappenausgabe 1850, welches auch Ladurner-Papier genannt wird.

### Andreaskreuze

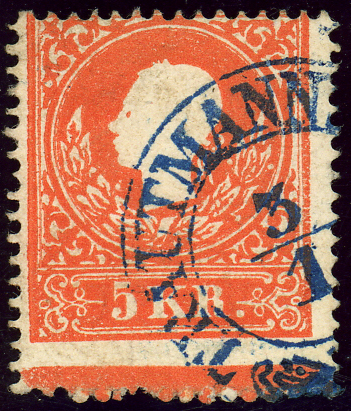
5 Kreuzer, Type I mit teilweisem Andreaskreuz unten

Bei den Briefmarkenbögen kamen auch Andreaskreuze zum Einsatz. Ein Druckbogen umfasste damals vier Schalterbögen zu je acht Zeilen und Spalten. Dies ergab also 64 Briefmarken pro Bogen. Zur damaligen Zeit legte man jedoch besonderen Wert darauf, dass beim Kauf von mehreren Bögen (z. B. von Unternehmen) keine krummen Beträge entstehen. Deswegen kam man auf die Idee, die letzten vier Felder eines Bogens freizulassen. Dies ergab jedoch ein neues Problem, das man mit der Einführung der Andreaskreuze löste. Die leeren Felder hätten nämlich für Fälscher ideal zum Herstellen von gefälschten Briefmarken benutzt werden können. Deshalb entschloss man sich, diese durch den Aufdruck von Andreaskreuzen unbrauchbar zu machen. Die Andreaskreuze haben die jeweilige Farbe der Briefmarke. Die Kreuze befinden sich immer in der letzten Zeile des Bogens und können entweder in der Mitte oder am linken oder rechten Rand platziert sein.

### Typenunterschiede

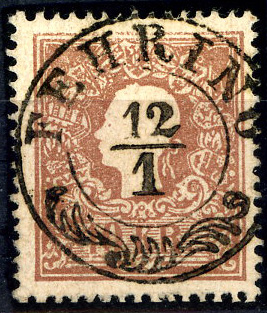
10 Kreuzer, Type I

Experten unterscheiden grundlegend zwei Typen. Die Erstausgabemarken werden mit Type I bezeichnet und ab 1859 wurden die Markenbilder speziell am Kaiserkopf und an den Wertangaben geringfügig verändert, welche dann als Type II bezeichnet werden. Bis Ende Februar wurden die Kreuzer-Marken auf die Type II umgestellt, bis Oktober 1858 auch die Werte in Soldi.

## Marktwert
Grundsätzlich ist diese zweite Ausgabe Österreichs bei den Philatelisten sehr beliebt, da es viele Druck-, Farben- und Papierunterschiede gibt.
Ein vollständiger postfrischer österreichischer Satz (2 bis 15 Kreuzer) dieser Ausgabe ist in den günstigsten Varianten für einen vierstelligen Betrag über Onlineauktionen privat zu erhalten. In gestempelter Ausführung werden einige Hundert Euro gezahlt. Seltenere Typen oder Farben werden wesentlich höher gehandelt.
Die Kaiserkopfausgabe für Lombardei und Venetien (2 bis 15 Soldi) ist in den günstigsten  Varianten postfrisch für einen vierstelligen Betrag über Onlineauktionen privat zu erhalten, gestempelt für einige Hundert Euro.
Von den Exemplaren gibt es Nachdrucke, die durch kräftigere Farben erkennbar und teilweise günstiger zu haben sind.

## Liste der Ausgaben
Die Angaben der Auflagenzahlen enthalten sowohl die Ausgabe von Österreich als auch die Lokalausgaben von Lombardei und Venetien.

### Liste der Ausgaben in Österreich (Kreuzer)
| Werte in Kreuzer | Farbe   | Ausgabedatum     | Auflagenzahl | ANK-Nummer | Michel-Nummer |
| ---------------- | ------- | ---------------- | ------------ | ---------- | ------------- |
| 2                | gelb    | 1. November 1858 | 22.008.000   | 10         | 10            |
| 3                | schwarz | 1. November 1858 | 14.004.000   | 11         | 11            |
| 3                | grün    | Mitte 1859       | 40.008.000   | 12         | 12            |
| 5                | rot     | 1. November 1858 | 108.000.000  | 13         | 13            |
| 10               | braun   | 1. November 1858 | 98.004.000   | 14         | 14            |
| 15               | blau    | 1. November 1858 | 86.004.000   | 15         | 15            |

### Liste der Ausgaben in Lombardei und Venetien (Soldi)
| Werte in Soldi | Farbe   | Ausgabedatum     | Auflagenzahl | ANK-Nummer | Michel-Nummer |
| -------------- | ------- | ---------------- | ------------ | ---------- | ------------- |
| 2              | gelb    | 1. November 1858 | 22.008.000   | 10         | 10            |
| 3              | schwarz | 1. November 1858 | 14.004.000   | 11         | 11            |
| 3              | grün    | Mitte 1962       | 40.008.000   | 12         | 12            |
| 5              | rot     | 1. November 1858 | 108.000.000  | 13         | 13            |
| 10             | braun   | 1. November 1858 | 98.004.000   | 14         | 14            |
| 15             | blau    | 1. November 1858 | 86.004.000   | 15         | 15            |